# Calea Soarelui

Sun's seasonal declination differences, viewed from the Northern Hemisphere mid-latitude city of New York, New York

Sun path polar chart for any location at the latitude of Rotterdam

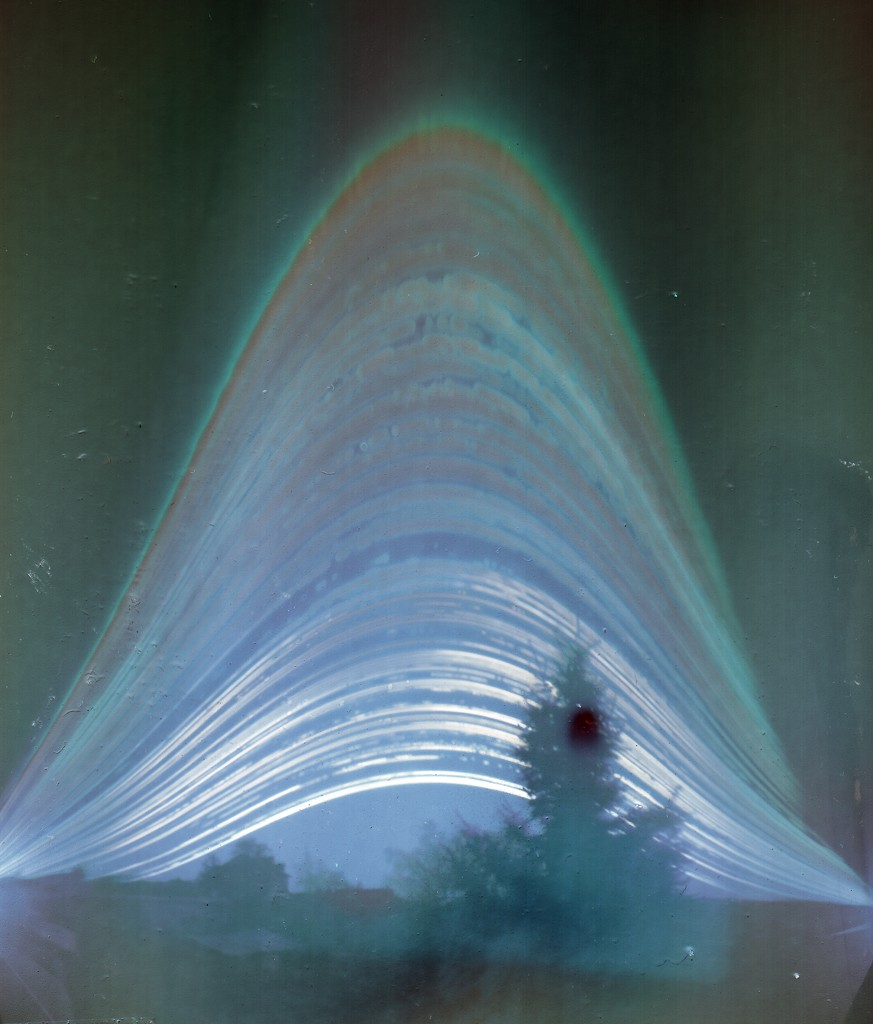
This solargraph exposed over the course of a year shows the Sun's paths of diurnal motion, as viewed from Budapest in 2014

Calea Soarelui, uneori numită și arc de zi, se referă la mișcarea diurnă și sezonul, asemănătoare căii pe care Soarele pare să o urmeze pe cer în timp ce Pământul se rotește și orbitează în jurul Soarelui. Calea Soarelui afectează durata zilei experimentată și cantitatea de lumină diurnă primită de-a lungul unei anumite latitudini în timpul unui anumit sezon.
Poziția relativă a Soarelui este un factor major în castigul de căldură al clădirilor și în performanța sistemelor de energie solară. Cunoștințe exacte specifice locației calea solară și condițiile climatice sunt esențiale pentru deciziile economice cu privire la suprafața unui colector solar, orientare, amenajarea peisajului, umbrirea de vară și utilizarea rentabilă a panourilor solare.

## Efectul înclinării axiale a Pământului
Căile solare la orice latitudine și în orice moment al anului pot fi determinate din geometria de bază.
Axa Pământului de rotația se înclină la 23,5 grade, în raport cu planul al orbita Pământului în jurul Soarelui. Pe măsură ce Pământul orbitează în jurul Soarelui, aceasta creează diferența de 47° declinație între căile solare solstitiului, precum și diferența specifică emisferă între vară și iarnă.
În emisfera nordică, soarele de iarnă (noiembrie, decembrie, ianuarie) răsare în sud-est, tranzitează meridianul ceresc la un unghi mic în sud (mai mult de 43° deasupra orizontului sudic la tropice) și apoi apune în sud-vest. Este pe partea de sud (ecuator) a casei toată ziua. O fereastră verticală orientată spre sud (partea ecuatorului) este eficientă pentru captarea energiei solare termice. Pentru comparație, soarele de iarnă în emisfera sudică (mai, iunie, iulie) se ridică în nord-est, atinge vârful într-un unghi mic în nord (la mai mult de jumătatea distanței față de orizont la tropice) și apoi apune în nord-vest. . Acolo, fereastra orientată spre nord ar lăsa să intre multă energie termică solară în casă.
În emisfera nordică vara (mai, iunie, iulie), Soarele răsare în nord-est, atinge vârful ușor la sud de punctul de deasupra capului (mai jos în sud la latitudine mai mare), apoi apune în nord-vest, în timp ce în emisfera sudică vara (noiembrie, decembrie, ianuarie), Soarele răsare în sud-est, atinge vârful ușor la nord de punctul de deasupra capului (mai jos în nord la latitudine mai mare) și apoi apune în sud-vest. O simplă supraînălțare pe partea ecuatorului, dependentă de latitudine, poate fi proiectată cu ușurință pentru a bloca 100% din câștigul solar direct de la intrarea în ferestrele verticale orientate către ecuator în cele mai călduroase zile ale anului. Paravanele exterioare rulante, pilotele interioare translucide sau opace, draperiile, obloane, spalierele mobile etc. pot fi folosite pentru controlul soarelui și al transferului de căldură la fiecare oră, zilnic sau sezonier (fără aer condiționat electric activ).
Peste tot în lume în timpul echinocțiilor (20/21 martie și 22/23 septembrie), cu excepția polilor, soarele răsare spre est și apune spre vest. În emisfera nordică, soarele echinocțiului atinge vârfurile în jumătatea de sud (aproximativ la jumătatea orizontului la latitudinea mijlocie) a cerului, în timp ce în emisfera sudică, acel soare atinge vârful în jumătatea nordică a cerului. Când se află în fața ecuatorului, soarele pare să se miște de la stânga la dreapta în emisfera nordică și de la dreapta la stânga în emisfera sudică.
Diferențele de cale solară specifice latitudinii (și emisferei) sunt esențiale pentru proiectarea eficientă a clădirii solare pasive. Acestea sunt date esențiale pentru designul sezonier optim al ferestrelor și al surplopselor. Proiectanții solari trebuie să cunoască unghiurile precise ale traseului solar pentru fiecare locație pentru care proiectează și cum se compară cu cerințele sezoniere de încălzire și răcire.
În SUA, numerele precise ale căilor solare sezoniere, specifice altitudinii și azimutului, sunt disponibile de la NOAA – „partea ecuatorului” a unei clădiri este la sud în emisfera nordică și la nord în emisfera sudică , unde vârful altitudinii solare de vară solstitiului are loc pe 21 decembrie.

### Umbra unui baston vertical la amiaza solară
La ecuator, soarele va fi drept deasupra capului și un baston vertical nu va face umbră la amiaza solară pe echinocții. La aproximativ 23,5 grade nord de ecuator pe Tropicul Racului, un baston vertical nu va face umbră pe 21 iunie, solstițiul de vară pentru emisfera nordică. În restul anului, umbra amiezii va indica polul nord. La aproximativ 23,5 grade sud de ecuator pe Tropicul Capricornului, un baston vertical nu va face umbră pe 21 decembrie, solstițiul de vară pentru emisfera sudică și în restul anului umbra sa de amiază va arăta spre polul sud. La nord de Tropicul Racului, umbra de amiază va îndrepta întotdeauna spre nord și, invers, la sud de Tropicul Capricornului, umbra de amiază va îndrepta întotdeauna spre sud.
Umbrele de amiază solară ale obiectelor din punctele dincolo și dedesubtul punctelor subsolare vor îndrepta către nordul adevărat și, respectiv, sudul adevărat numai atunci când declinația solară are maximul său pozitiv (δ☉ = +23,44°) sau maxim negativ (δ☉ = −23,44°) valoare. Pe de altă parte, în echinocțiul, când soarele nu este nici în declin la nord, nici la sud (δ☉ = 0°) și umbrele de la amiază la ora solară indică NNV la nord de ecuator și SSE la sud de ecuator în echinocțiul de primăvară (și punctul NNE nord de ecuator și SSW la sud de ecuator la echinocțiul de toamnă).

### Durata luminii zilei
În Cercul polar (la nord de Cercul Arctic și la sud de Cercul Antarctic), fiecare an va experimenta cel puțin o zi când Soarele rămâne sub orizont timp de 24 de ore (la solstițiul de iarnă) și cel puțin o zi când Soarele rămâne deasupra orizontului timp de 24 de ore (la solstițiul de vară).
În latitudinile mijlocii, lungimea de zi, precum și altitudinea solară și azimutul variază de la o zi la alta, și de la sezon la sezon. Diferența dintre lungimile unei zile lungi de vară și a unei zile scurte de iarnă crește pe măsură ce ne îndepărtăm de Ecuator.

## Vizualizarea
Imaginile de mai jos arată următoarele perspective de pe Pământ, marcând pozițiile orare ale Soarelui în ambele zile de solstițiu. Când sunt conectați, sorii formează două arce de zi, căile pe care Soarele pare să le urmeze pe sfera cerească în mișcarea sa diurnă. Arcul mai lung este întotdeauna calea de mijlocul verii, în timp ce arcul mai scurt este calea de mijlocul iernii. Cele două arce se află la 46,88° (2 × 23,44°), indicând diferența de declinație dintre sorii solstițiului.
În plus, unii sori „fantomă” sunt vizibili sub orizont, până la 18° în jos, timp în care apare amurgul. Imaginile pot fi folosite atât pentru emisfera nordică, cât și pentru cea sudică a Pământului. Un observator teoretic ar trebui să stea lângă copac pe o mică insulă în mijlocul mării. Săgețile verzi reprezintă direcția cardinală.
- În emisfera nordică, nordul este la stânga. Soarele răsare în est (săgeată îndepărtată), culminează în sud (la dreapta) în timp ce se deplasează spre dreapta și apune în vest (aproape de săgeată). Atât pozițiile de ridicare, cât și cele stabilite sunt deplasate spre nord în mijlocul verii și spre sud în mijlocul iernii.
- În emisfera sudică, sudul este la stânga. Soarele răsare la est (aproape de săgeată), culminează în nord (la dreapta) în timp ce se mișcă la stânga și apune în vest (săgeată îndepărtată). Atât pozițiile de ridicare, cât și cele stabilite sunt deplasate spre sud în mijlocul verii și spre nord în mijlocul iernii.

Sunt descrise următoarele cazuri:
- Pe linia abstractă a Ecuatorului (0° latitudine), altitudinea maximă a Soarelui este mare pe tot parcursul anului, dar nu formează un unghi drept perfect cu solul la prânz în fiecare zi. De fapt, se întâmplă două zile pe an, în timpul echinocțiilor. Solstițiile sunt datele la care Soarele se află cel mai departe de zenit, dar oricum și în acele cazuri este sus pe cer, atingând o altitudine de 66,56° fie la nord, fie la sud. Toate zilele anului, inclusiv solstițiile, au aceeași lungime de 12 ore.
- Arcurile zilei solstițiului văzute de la 20° latitudine. Soarele culminează la 46,56° altitudine iarna și 93,44° altitudine vara. În acest caz, un unghi mai mare de 90° înseamnă că culminarea are loc la o altitudine de 86,56° în direcția cardinală opusă. De exemplu, în emisfera sudică, Soarele rămâne în nord în timpul iernii, dar poate ajunge peste zenit spre sud în mijlocul verii. Zilele de vară sunt mai lungi decât zilele de iarnă, dar diferența nu este mai mare de aproximativ două ore și jumătate. Calea zilnică a Soarelui este abruptă la orizont pe tot parcursul anului, rezultând un amurg de numai aproximativ o oră și 20 de minute dimineața și seara.
- Arcurile de zi de solstițiu văzute de la 50° latitudine. În timpul solstițiului de iarnă, Soarele nu se ridică cu mai mult de 16,56° deasupra orizontului la amiază, ci cu 63,44° în solstițiul de vară deasupra aceleiași direcție a orizontului. Diferența de lungime a zilei dintre vară și iarnă, de aici spre nord, începe să fie izbitoare – puțin mai mult de 8 ore la solstițiul de iarnă, până la mai mult de 16 ore în timpul solstițiului de vară. La fel este și diferența de direcție a răsăritului și apusului. La această latitudine la miezul nopții (în jurul orei 1 a.m. cu ora legală de vară) soarele de vară se află la 16,56° sub orizont, ceea ce înseamnă că „amurgul astronomic” continuă toată noaptea. Acest fenomen este cunoscut sub numele de nopți gri, nopți în care nu se întunecă suficient pentru ca astronomii să-și facă observațiile asupra cerului adânc. Peste 60° latitudine, Soarele ar fi și mai aproape de orizont, la doar 6,56° distanță de acesta. Apoi „amurgul civil” continuă aproape toată noaptea, doar un pic de „amurg nautic” în jurul miezului nopții locale. Peste 66,56° latitudine, nu există deloc apus, un fenomen numit Soarele de la miezul nopții.
- Arcurile zilei solstițiului văzute de la 70° latitudine. La amiaza locală, Soarele de iarnă culminează la −3,44°, iar Soarele de vară la 43,44°. Altfel spus, în timpul iernii Soarele nu se ridică deasupra orizontului, este noaptea polară. Va fi totusi un amurg puternic. La miezul nopții local, soarele de vară culminează la 3,44°. Altfel spus, nu se fixează; este ziua polară.
- Arcurile zilei solstițiului văzute de la fiecare pol (90° latitudine). În momentul solstițiilor de vară sau de iarnă, Soarele se află la 23,44° grade deasupra sau, respectiv, sub orizont, indiferent de ora din zi. În timp ce Soarele este răsărit (în timpul lunilor de vară), acesta va înconjura întregul cer (în sensul acelor de ceasornic de la Polul Nord și în sens invers acelor de ceasornic de la Polul Sud), părând să rămână în același unghi față de orizont, prin urmare conceptul de zi sau noapte este lipsit de sens. Unghiul de elevație se va schimba treptat într-un ciclu anual, Soarele atingând punctul cel mai înalt la solstițiul de vară și răsărind sau apus la echinocțiu, cu perioade prelungite de amurg care durează câteva zile după echinocțiul de toamnă și înainte echinocțiul de primăvară.

Arcurile de zi de solstițiu văzute de la latitudinile selectate

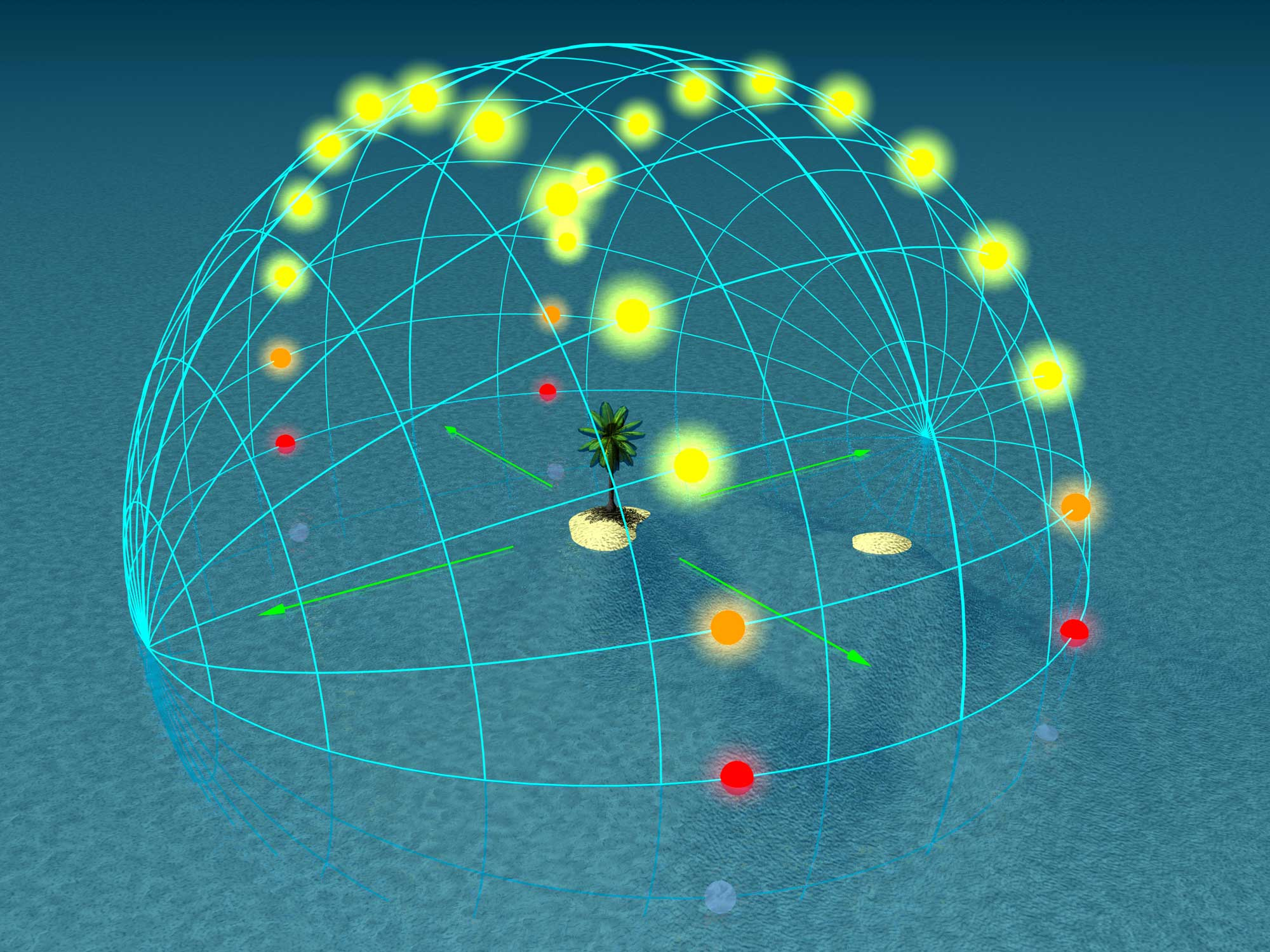
0° latitudine (Ecuatorul)
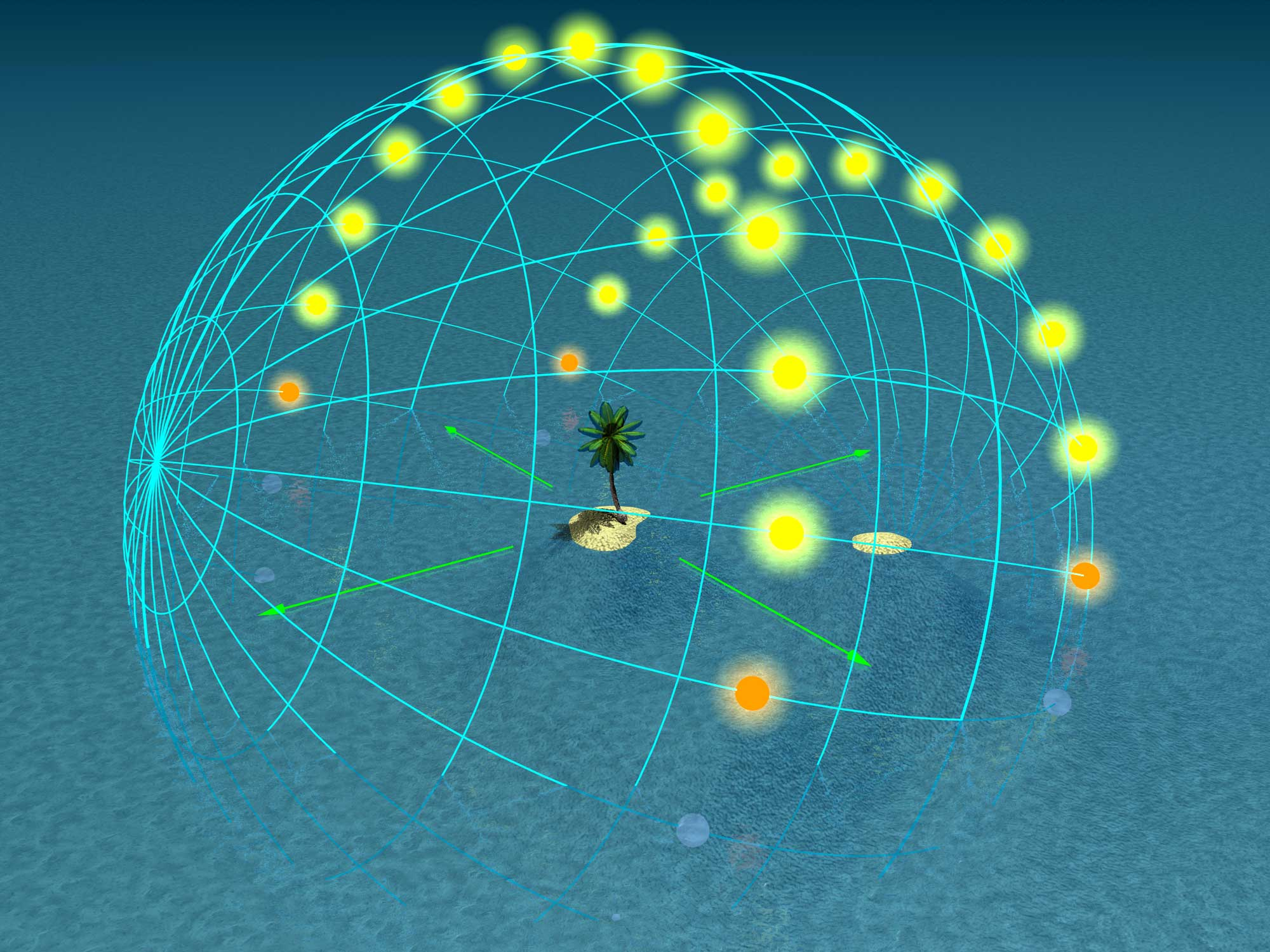
20° latitudine
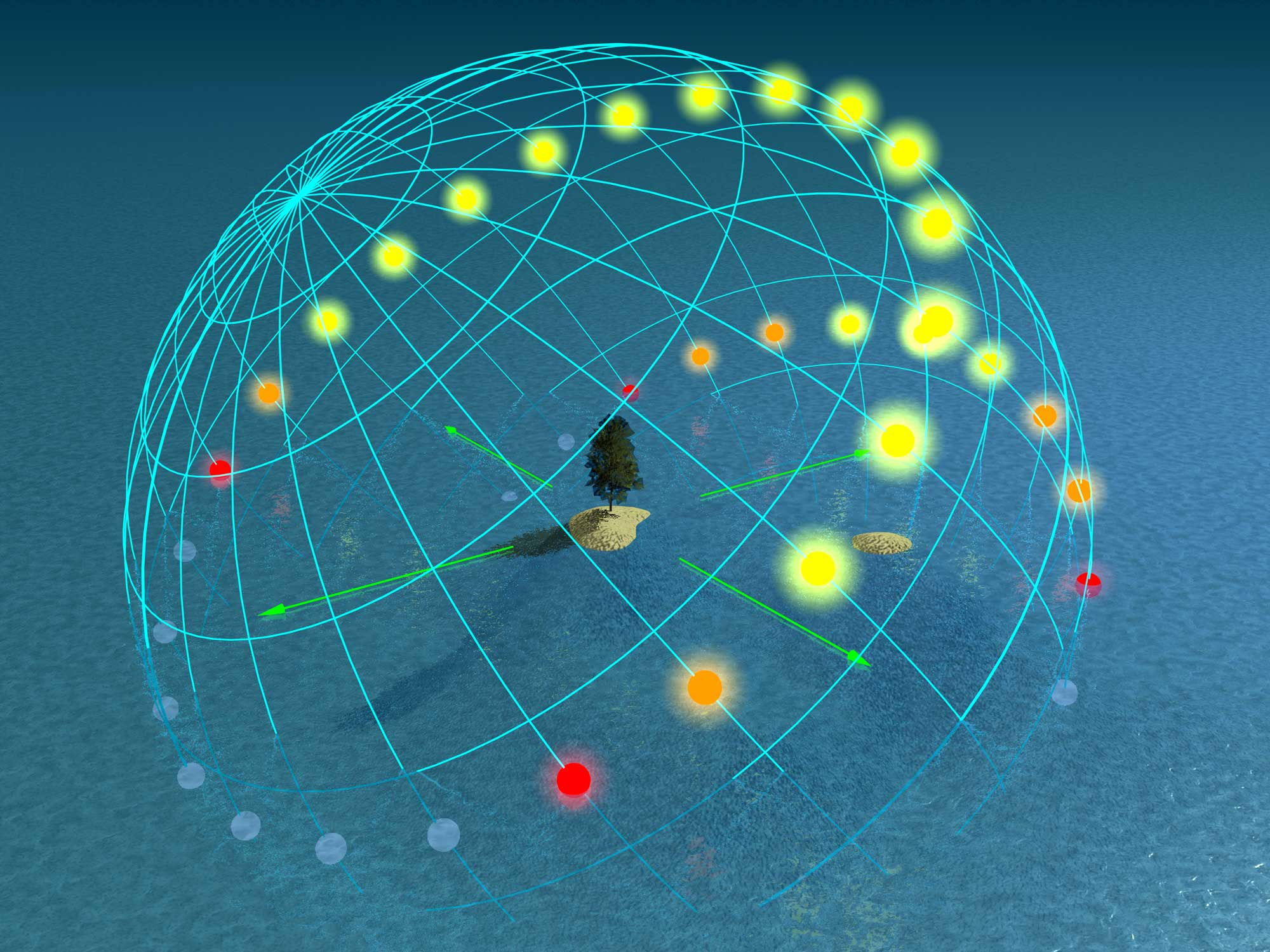
50° latitudine
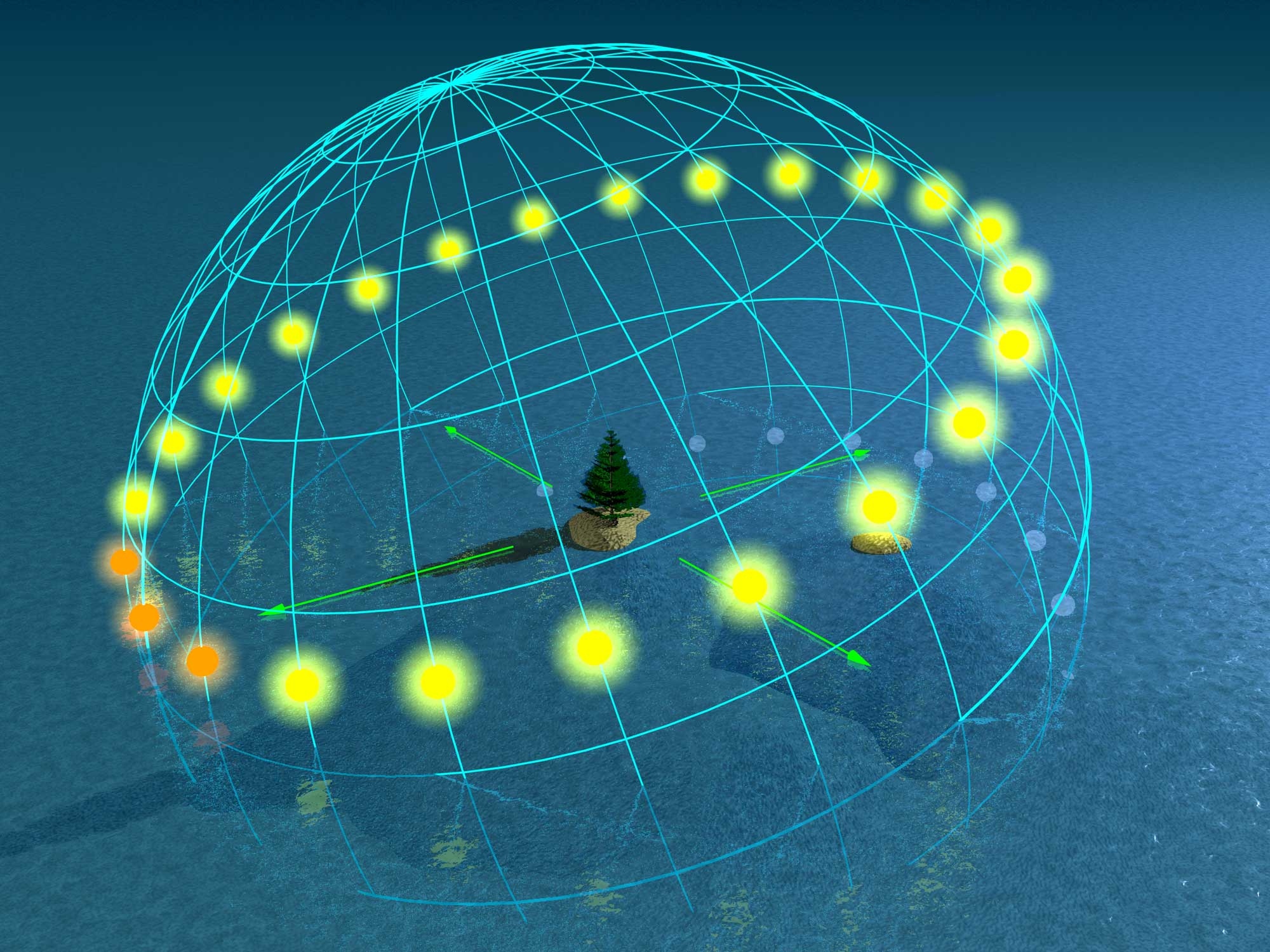
70° latitudine
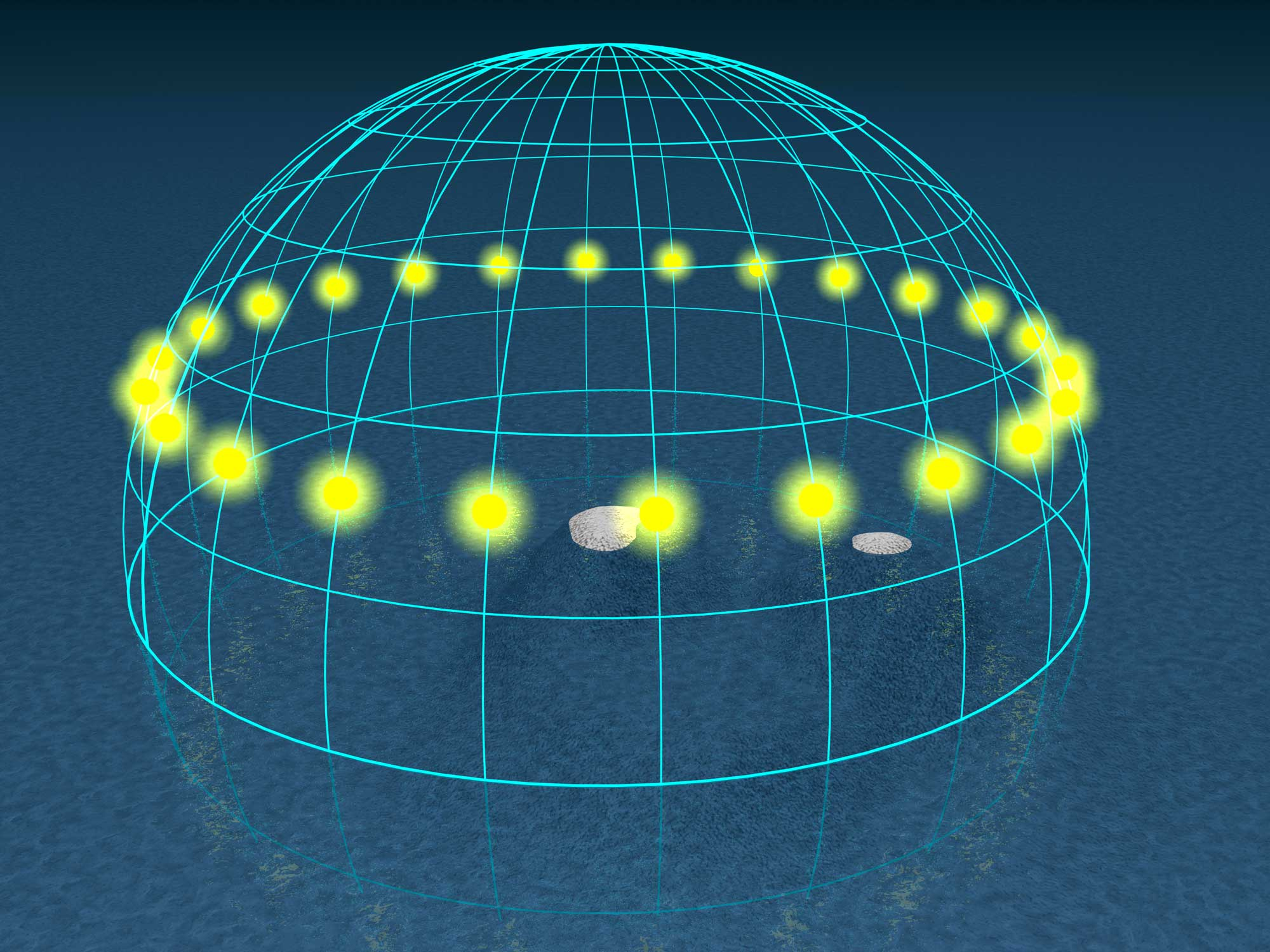
90° latitudine (either pole)

O publicație din 2021  despre geometria solară calculează mai întâi componenta x, y și z a vectorului solar, care este un vector unitar cu coada fixată în locația observatorului și capul său a continuat să îndrepte spre Soare și apoi folosește componentele pentru a calcula unghiul zenitului solar și unghiul azimut solar. Vectorul solar calculat la pas de 1 oră pentru un an întreg, atât ziua, cât și noaptea, poate fi utilizat pentru a vizualiza calea Soarelui în mod eficient.
În figurile următoare, originea sistemului de coordonate este locația observatorului, x-pozitiv este Est, y-pozitiv este Nord și z-pozitiv este în sus; la Polul Nord, y-negativ este tangent la meridianul prim; la Polul Sud, y-pozitiv este tangent la meridianul prim; z-pozitiv este ziua, iar z-negativ este noaptea; pasul de timp este de 1 oră.
Fiecare model „8” din toate figurile este o analemă corespunzătoare unei anumite ore din fiecare zi a anului; toate cele 24 de ore dintr-o anumită zi a anului descriu traseul soarelui în acea zi.

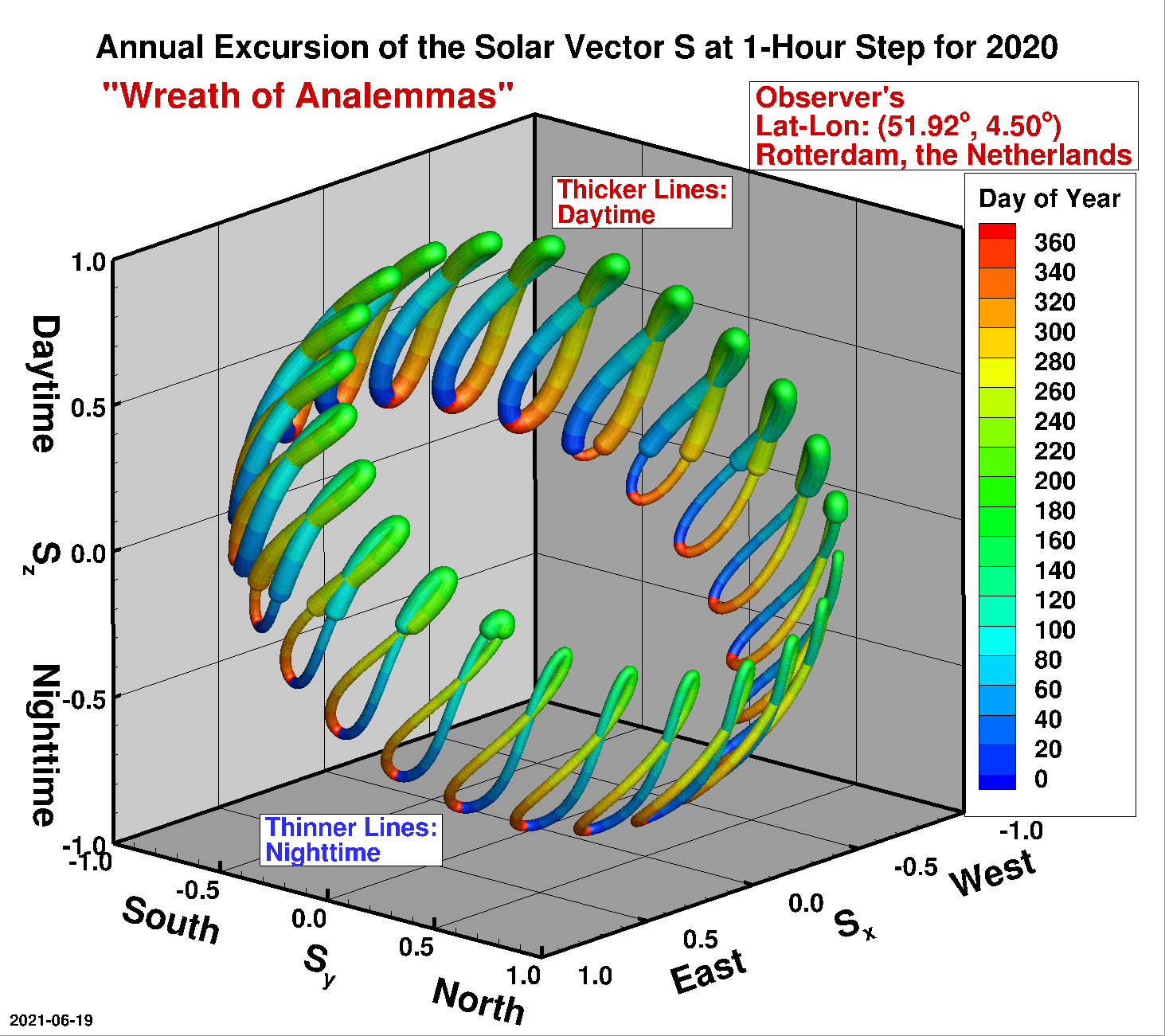
Rotterdam, Ţările de Jos
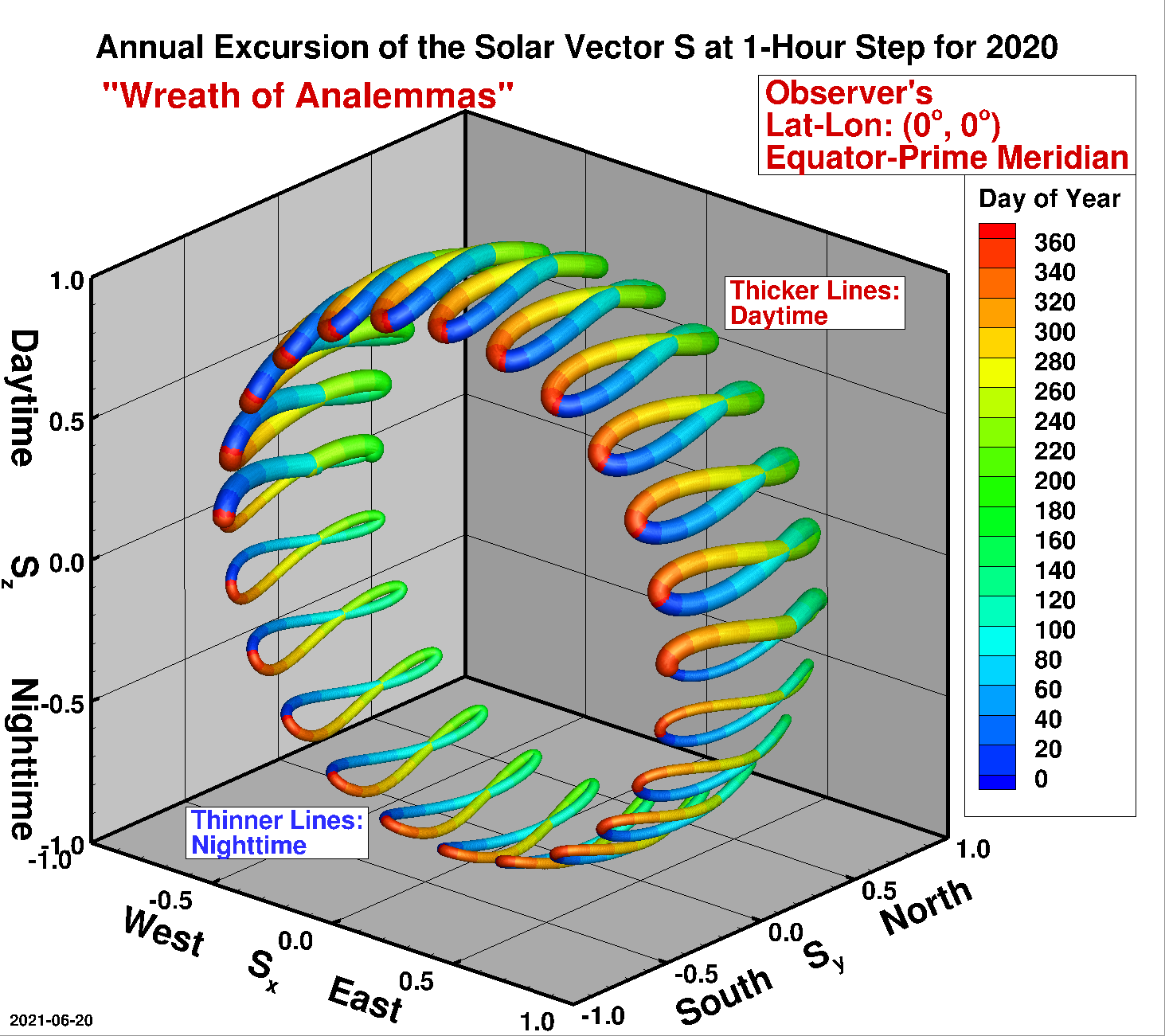
Ecuator, Prime Meridian
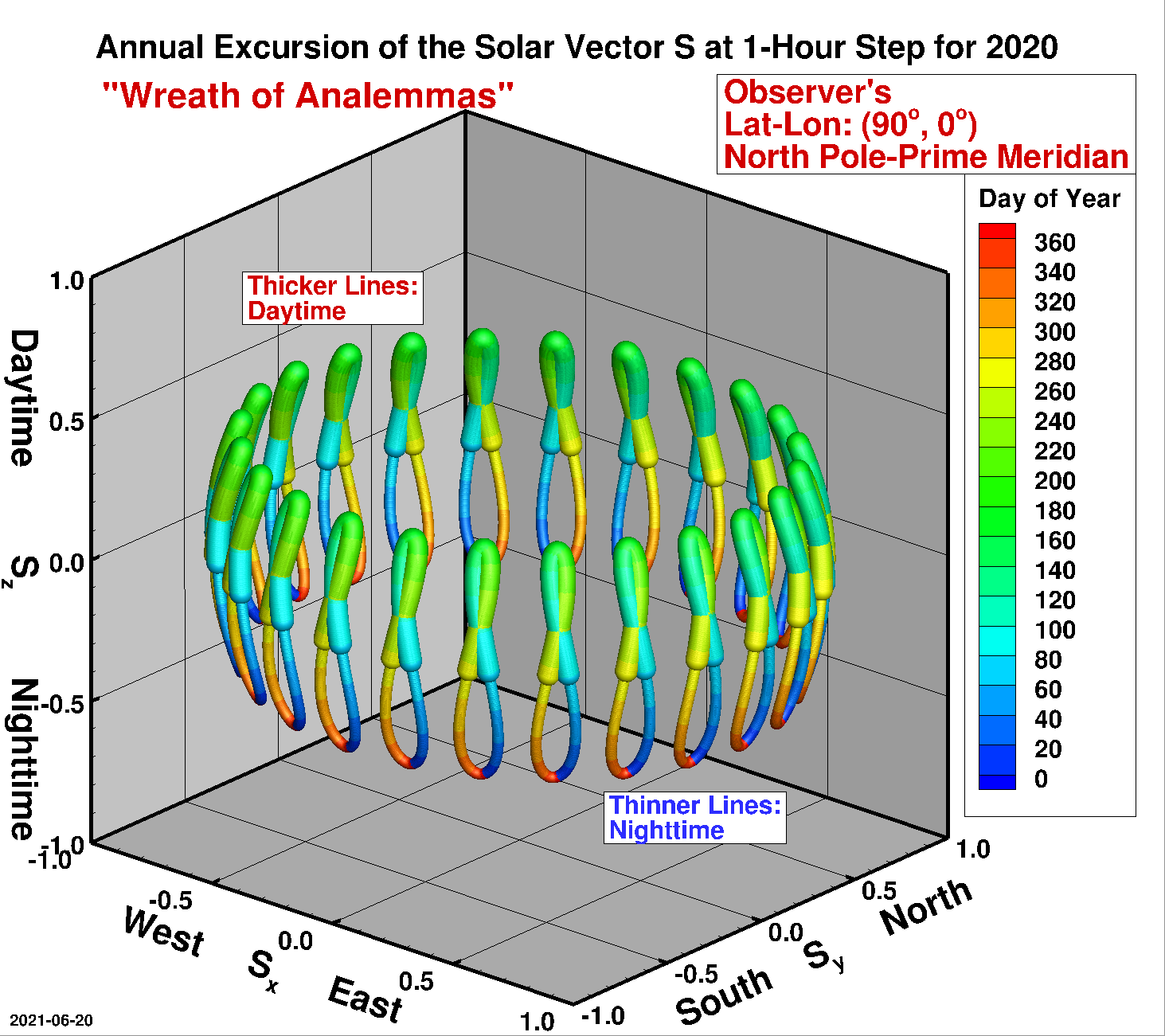
Polul Nord
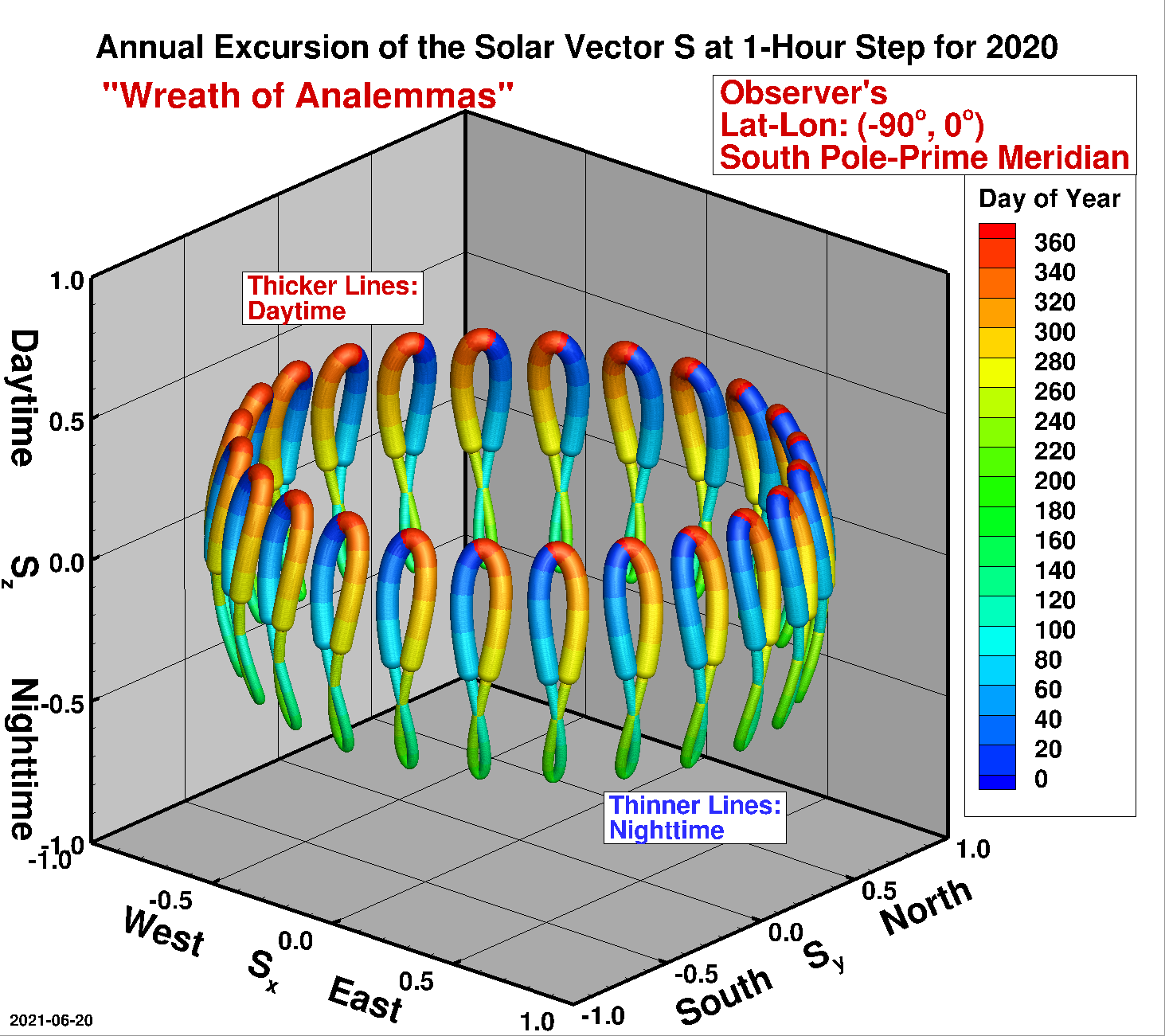
Polul Sud